# Oncidium pulvinatum
Oncidium pulvinatum es una especie de orquídeas del género Oncidium también llamada oreja de mulo, de la subfamilia Epidendroideae, familia Orchidaceae.

## Etimología
Estas orquídeas Oncidium se agrupan dentro de las llamadas de oreja de mulo.

El nombre científico "pulvinatum" debido a que en la flor el pulvino es redondeado.

## Hábitat
Esta especie es oriunda del Sur de Brasil en Santa Catarina de Rio Grande do Sul hasta el Noreste de Argentina y Paraguay. Esta Orquídea se desarrolla sobre árboles. Zona de clima húmedo cálido de tierras bajas. 

## Descripción
Oncidium pulvinatum es una orquídea epífita con pseudobulbos cilíndricos aplastados lateralmente de los que salen apicalmente dos hojas coriáceas estrechas oblongo linguladas, en su centro emergen dos varas florales de numerosas y diminutas flores.
Posee un tallo floral paniculado.

Flores con sépalos y pétalos de un ligero color amarillo-verdoso manchas de color marrón-anaranjado y lábelo amarillo pálido con motas rojizas.

## Cultivo
Tiene preferencia de mucha claridad o con sombra moderada. Para cultivar se debe plantar en un tronco con la base recta no muy largo, para que se pueda mantener en pie y se coloca la orquídea atada a un costado de este.

Se pueden poner en el exterior como los Cymbidium para forzar la floración. En invierno mantenerle el sustrato seco con pocos riegos. 
Florecen en enero y febrero en su hábitat.

## Sinonimia
- Oncidium pulvinatum Lindl. (1838)
- Oncidium sciurus Scheidw. (1839)
- Oncidium sphegiferum Lindl. (1843)
- Oncidium robustissimum Rchb.f. (1888)